# Challenger de Newport Beach
El Oracle Challenger Series – Newport Beach es un torneo profesional de tenis. Pertenece al ATP Challenger Series para los hombres y WTA 125s para las mujeres. Se juega desde el año 2018 sobre pistas dura, en Newport Beach, Estados Unidos.

## Palmarés

### Individual masculino
| Año  | Campeón              | Finalista          | Resultado     |
| ---- | -------------------- | ------------------ | ------------- |
| 2018 | Taylor Fritz         | Bradley Klahn      | 3–6, 7–5, 6–0 |
| 2019 | Taylor Fritz         | Brayden Schnur     | 7-6(7), 6-4   |
| 2020 | Thai-Son Kwiatkowski | Daniel Elahi Galán | 6-4, 6-1      |

### Individual femenino
| Año  | Campeona         | Finalista       | Resultado     |
| ---- | ---------------- | --------------- | ------------- |
| 2018 | Danielle Collins | Sofia Zhuk      | 2–6, 6–4, 6–3 |
| 2019 | Bianca Andreescu | Jessica Pegula  | 0–6, 6–4, 6–2 |
| 2020 | Madison Brengle  | Stefanie Vögele | 6-1, 3-6, 6-2 |

### Dobles masculino
| Año  | Campeones                         | Finalistas                              | Resultado   |
| ---- | --------------------------------- | --------------------------------------- | ----------- |
| 2018 | James Cerretani Leander Paes      | Treat Huey Denis Kudla                  | 6–4, 7–5    |
| 2019 | Robert Galloway Nathaniel Lammons | Romain Arneodo Andrei Vasilevski        | 7–5, 7–6(1) |
| 2020 | Ariel Behar Gonzalo Escobar       | Antonio Šančić Tristan-Samuel Weissborn | 6–2, 6–4    |

### Dobles femenino
| Año  | Campeonas                   | Finalistas                       | Resultado           |
| ---- | --------------------------- | -------------------------------- | ------------------- |
| 2018 | Misaki Doi Jil Teichmann    | Jamie Loeb Rebecca Peterson      | 7–6(4), 1–6, [10–8] |
| 2019 | Hayley Carter Ena Shibahara | Taylor Townsend Yanina Wickmayer | 6–3, 7–6(1)         |
| 2020 | Hayley Carter Luisa Stefani | Marie Benoît Jessika Ponchet     | 6–1, 6–3            |